# 越南之聲
越南之聲（越南语：／，简称VOV），前身是越南國家廣播電臺，創辦於1945年9月7日，是越南的國有廣播電臺，總部位於河內市使館街58號。

## 歷史
- 1945年之前，越南廣播被法國殖民政府所控制，而越南人民被禁止使用無線電接收設備。法國殖民當局於1920年代後期在西貢建立了第一個廣播電臺。
- 1945年9月2日，胡志明在巴亭广场通過電波向全国宣讀《獨立宣言》，標志著越南語的首次播音。
- 在越南民主共和國宣告成立後的一個星期，即1945年9月7日，越南國家廣播電臺，即現在的越南之聲，并于当天11时30分在河內正式開播[2]。同日，粤语、法语、英语对外广播节目正式开播，并启用《消灭法西斯》作为开始曲。
- 1955年至1975年，在越南戰爭期間，河內電臺被作為越南民主共和國的宣傳工具，并增加了泰语、日语、印尼语、高棉语、西班牙语、俄语、朝鲜语等语种的对外广播。
- 1958年9月，米池（Me Tri）发射台设立。1972年12月18日，米池发射台在越战中被炸毁。
- 1975年，越南之声对外播出越南统一胜利的消息，并將南越的越南广播電臺併入。
- 1976年7月2日，电台呼号改为“越南之声广播电台，从越南社会主义共和国首都河内播出”。
- 1980年8月19日，電台的電視部門分拆，更名為「中央電視台」，即越南國家電視台的前身。
- 1981年8月16日，为海外越南人服务的越南语广播开播。
- 1998年，面向在越外国人的调频节目正式开播。开办初期只有英语和法语广播，后来在河内、胡志明市和广宁推出12种语言的广播。
- 1998年11月2日，“越南之声”报创刊。
- 1999年2月3日，本台官方网站《VOV在线》（VOV Online）正式开通。
- 2006年3月1日，德语广播开播。
- 2008年9月7日，电视频道正式开播，标志着本台同时拥有广播、电视、报纸、网站等现代媒体类型的成长步伐。
- 2015年6月27日，越南之声授权管理越南数码电视台（VTC），原越南通信传播部转交。
- 2018年9月7日，韓语广播开播。
- 2025年3月，VOVTV因越南政府組織精簡而裁撤。[3]

## 頻道
| 編號 | 頻道名稱                          | 廣播語言                                                                                 | 啟播時間                                         | 備註 |
| ---- | --------------------------------- | ---------------------------------------------------------------------------------------- | ------------------------------------------------ | --- |
| 1    | 新闻广播 （VOV 1）                | 越南语                                                                                   | 1945年9月7日                                     | 全国频率不一:9-14 每天06:00、12:00、18:00和21:30《整點新聞》（06:00和21:30為半小時）為重要新聞時段，原本通訊媒體部規定18:00《整點新聞》地方台必須同步轉播，2017年4月修改為自由參加轉播。06:00和12:00時段地方台也可自由轉播。 |
| 2    | 文化生活科教广播 （VOV 2）        | 越南语                                                                                   | 1945年                                           | 全国频率不一:9-14 |
| 3    | 音乐资讯娱乐广播 （VOV 3）        | 越南语                                                                                   | 1990年9月7日 7早点                               | 全国频率不一:9-14 |
| 4    | 民族广播 （VOV 4）                | 越南语及12民族语言                                                                       | 2004年10月1日                                    | 全国频率不一:9-14 |
| 5    | 对外频道 （VOV 5）                | 越南语、英语、法语、俄语、汉语、日语、德语、西班牙语、泰语、老挝语、高棉语、印尼语、韓语 | 1945年9月7日                                     | 全球广播 FM 105.5 MHz（河内） FM 105.7 MHz（胡志明市，广宁省） |
| 6    | 文艺广播 （VOV 6）                | 越南语                                                                                   | 2018年11月29日                                   | FM 96.5 MHz |
| 7    | 河内交通广播 （VOV GT-HN）        | 越南语                                                                                   | 2009年5月18日 11点（试播） 2009年6月21日（正式） | FM 91.0 MHz:10 |
| 8    | 胡志明市交通广播 （VOV GT-HCM）   | 越南语                                                                                   | 2009年12月15日（试播） 2010年1月2日（正式）      | FM 91.0 MHz:13 |
| 9    | 英语国际广播 （VOV English 24/7） | 英语                                                                                     | 2015年10月1日（试播） 2015年11月6日（正式）      | FM 104.0 MHz，顺化市和富国岛为FM 104.5 MHz:9-13 |
| 10   | 健康及食品安全广播 （VOV 89）     | 越南语                                                                                   | 2017年2月27日                                    | FM 89.0 MHz 原感触广播取代 |
| 11   | 湄公广播 （MEKONG FM）            | 越南语                                                                                   | 2017年6月25日                                    | FM 90.0 MHz 只可西南部地区播出 |

- 各頻道播音時間:

VOV2和VOV湄公FM每天5:00~0:00
VOV4每天5:00~21:00
VOV6每天8:00~23:00
VOV健康及食品安全每天6:00~23:00

## 广播语言
- 目前共使用13种语言对外广播：

越南语、英语、法语、俄语、汉语、日语、德语、西班牙语、泰语、老挝语、高棉语、印尼语、韩语。
- 以前曾使用广东话和世界语对外广播，现已停播。

## 发射台
越南之声目前在越南境内设有3个发射台。
- 米池（Me Tri）发射台20°59′00″N 105°52′00″E / 20.98333°N 105.86667°E
- 山西（Son Tay）发射台21°12′00″N 105°22′00″E / 21.20000°N 105.36667°E
- 乌门（O Mon）发射台10°07′00″N 105°37′00″E / 10.11667°N 105.61667°E

## 华语广播
越南之声华语广播节目于1945年9月7日正式开播，是本台最早的外国语种广播节目之一。最初，只有广东话（粤语）广播。不久后，汉语普通话广播开播。

2004年，为正在越南生活和工作、懂中文的外国人（主要是华侨和华人）和越南人服务的调频节目开播，每天于河内时间11时播出，频率为河内FM105.5MHz，胡志明市和广宁FM105.7MHz。
华语广播节目内容包括国内外新闻和专题，提供越南政治、经济、文化、社会等领域的全面信息。每周星期日会播出周末音乐节目。
在华语广播节目开始首播（北京时间19:00）之前，先播放由越南人民军军乐团演奏的《奠边胜利》，然后节目正式开始，播放由军乐团演奏的开场曲《消灭法西斯》，并播出节目预告，之后播出新闻节目，之后播出经济、文化、音乐等节目。

### 节目表
- 新闻
- 国际时事谈话或时事论坛
- 越南社会生活
- 越南经济
- 探索越南
- 越南人物
- 乡村故事
- 越南文化
- 听友信箱(每月播出一次越南語講座)
- 越南之窗
- 周末音乐

### 广播时间及频率[9][10]
| 時間        | 频率     |
| 06:00-06:30 | 7220 kHz |
| 18:30-19:00 | 7220 kHz |
| 20:00-20:30 | 7220 kHz |
| 21:00-21:30 | 7220 kHz |

- 时区：北京时间 UTC+8
- 频率表自2024年7月1日起使用。[10]

### 负责人
傅錦華  VOV5對外部主任

### 主持人[9]
- 阮春寅（越南语：NGUYEN XUAN DAN）（副主任）
- 阮风兰（越南语：NGUYEN PHONG LAN）
- 陈氏妙卿（越南语：TRAN THI DIEU KHANH）
- 黎氏秋荷（越南语：LE THI THU HA）
- 范秋水（越南语：PHAM THU THUY），播音名为小海燕
- 范姜维 （越南语：PHAM KHUONG DUY）

## 外部連結
- 越南之聲官網 （页面存档备份，存于）
- 越南之聲中文網 （页面存档备份，存于）
- 越南之声广播电台对外广播频率开始曲 （页面存档备份，存于）